# Pia-Maria d'Orléans-Bragance
Pia Marie Amélie Isabelle Antoinette d'Orléans et Bragance, qui portait le titre de courtoisie de princesse d'Orléans et Bragance, est née le 4 mars 1913 à Boulogne-Billancourt et décédée le 24 octobre 2000 au château du Lude. C'est un membre de la branche cadette, dite branche de Vassouras, de l'ancienne famille impériale du Brésil.

## Biographie
Pia-Maria est la fille de Louis d'Orléans-Bragance (1878-1920), fils cadet de la prétendante au trône du Brésil, et de Maria Pia de Bourbon (1878-1973), qui portait le titre de courtoisie de princesse des Deux-Siciles.
Après la renonciation de son oncle Pierre d'Alcântara d’Orléans et Bragance en 1908, et avec la mort de son père, de sa grand-mère la princesse impériale Isabelle du Brésil en 1921, puis de son frère Louis Gaston d’Orléans et Bragance en 1931, elle est pour les partisans de la branche de Vassouras, l'héritière du trône brésilien, c'est-à-dire princesse impériale du Brésil, en cas de décès de son frère, Pedro Henrique d'Orléans et Bragance, chef de la maison impériale du Brésil, et ce jusqu’à la naissance de son neveu, un autre Louis Gaston d’Orléans et Bragance, en 1938. Ce statut découlait de l'article 117 de la Constitution brésilienne de 1824, qui prévoyait que le trône brésilien se transmette par ordre de primogéniture masculine et à défaut féminine.
Selon la logique propre à la branche de Vassouras, le prétendant Pedro Henrique a considéré que Pia-Maria d'Orléans et Bragance avait perdu, à l’instar de la branche de Petropolis et de nombreux membres de la branche de Vassouras, tous ses droits sur la couronne brésilienne, son titre de princesse du Brésil et le prédicat d'altesse impériale, pour devenir seulement princesse d'Orléans et Bragance, avec le prédicat d'altesse royale, à cause de son mariage hors du cercle des familles régnantes ou anciennement régnantes, en 1948.
Elle consacre sa vie à la gestion du château du Lude, où elle crée un spectacle de son et lumière qui a fait la renommée de ce lieu pendant près de quarante ans. Au titre de son action culturelle, elle a été faite chevalier de la Légion d'honneur.

## Descendance
Le 12 août 1948, Pia-Maria d'Orléans-Bragance se marie à Paris avec René Jean Marie Nicolas, comte de Nicolaÿ (château du Lude, 17 janvier 1910 – Paris, 24 novembre 1954), fils d'Aymard de Nicolaÿ, marquis de Nicolaÿ, et d'Yvonne de Talhouët-Roy. De leur mariage naissent deux fils :
- Louis-Jean de Nicolaÿ, né le 18 septembre 1949 (Le Mans), sénateur de la Sarthe, se marie le 23 août 1980 à Luxembourg avec la comtesse Barbara d'Ursel de Bousies, d'où postérité ;
- Robert Marie Pie Benoît de Nicolaÿ, conseiller référendaire à la Cour des Comptes, né le 17 février 1952 (Neuilly-sur-Seine), se marie le 5 février 1983 à Paris avec la princesse Nathalie Murat, d'où postérité.

Pour les partisans de la branche de Vassouras, cette postérité n'a pas de droits sur le trône impérial brésilien en raison du mariage de 1948 qu'ils considèrent comme inégal, bien que les deux fils de Pia Maria d'Orléans et Bragance aient droit à la nationalité brésilienne en vertu de la Constitution fédérale de 1988. C'est ce qui explique que les enfants de leur cousine germaine Eleonora d'Orléans et Bragance (pt), princesse de Ligne, bien que non brésiliens, aient selon la logique de la branche de Vassouras, des droits au trône brésilien : le mariage de cette dernière ayant été contracté avec un membre d'une famille portant légalement le prédicat d'altesse (néanmoins, les Ligne ne sont pas une famille régnante ni ayant régné, ce qui contrevient aux préconisations que la princesse impériale Isabelle avait voulu imposer en 1908) ; elle peut par ailleurs leur transmettre sa nationalité brésilienne.

## Titulature et décorations

### Titulature
Les titres portés par les membres de la maison d'Orléans-Bragance n'ont aucune existence juridique au Brésil et sont considérés comme des titres de courtoisie accordés par le prétendant au trône :
- 4 mars 1913 — 8 septembre 1931 : Son Altesse Royale la princesse Pia-Maria d'Orléans-Bragance, princesse de Brésil
- 8 septembre 1931 — 6 juin 1938 : Son Altesse Impériale et Royale la princesse impériale de Brésil, princesse d'Orléans-Bragance
- 6 juin 1938 — 12 août 1948 : Son Altesse Royale la princesse Pia-Maria d'Orléans-Bragance, princesse de Brésil
- 12 août 1948 — 24 octobre 2000 : Son Altesse Royale la comtesse René de Nicolaÿ, princesse d'Orléans-Bragance

### Décorations
- Chevalier de la Légion d'honneur (République française)[1]
- Commandeur de l'ordre national du Mérite (République française)[1]
- Officier de l'ordre des Arts et des Lettres (République française)[1]